# Marvel Zombies (série télévisée d'animation)
Pour les articles homonymes, voir Marvel Zombies.
Eyes of Wakanda Wonder Man
Marvel Zombies est une mini-série télévisée d'animation américaine à venir créée par Zeb Wells pour le service de streaming Disney+, basée sur la série Marvel Comics du même nom. Il s'agit de la 16e série télévisée de l'univers cinématographique Marvel (MCU) de Marvel Studios et elle est produite par Marvel Studios Animation. La série se déroule dans la chronologie alternative introduite dans l'épisode « Et si… des zombies envahissaient la Terre ?! » de la série animée What If... ? (2021). Dans la continuité de cet épisode, Marvel Zombies suit un groupe de survivants qui combattent d'anciens héros et méchants transformés en zombies. Bryan Andrews est le showrunner et le réalisateur, avec Wells comme scénariste en chef.
La série met en vedette une distribution d'ensemble comprenant Awkwafina, David Harbour, Simu Liu, Elizabeth Olsen, Randall Park, Florence Pugh, Hailee Steinfeld, Dominique Thorne et Iman Vellani, reprenant leurs rôles des précédents médias MCU, aux côtés de Todd Williams. Marvel Studios développait plusieurs séries animées en plus de What If... ? d'ici juin 2021, y compris un spin-off basé sur « Et si... des Zombies envahissaient la Terre ? » qui a été annoncé en novembre. Wells et Andrews étaient tous deux impliqués à ce moment-là. La série adopte le même style d'animation que What If... ?, avec Stellar Creative Lab de retour à l'animation. Ce sera la première série de Marvel Studios Animation à être classée TV-MA, ce qui signifie qu'elle sera réservée aux adultes et inappropriée pour la jeune audience de moins de 17 ans.
Marvel Zombies devrait être diffusé sur Disney+ le 24 septembre 2025 et comprendra quatre épisodes. Cela fera partie de la phase 6 du MCU.

## Synopsis
Marvel Zombies se déroule dans la chronologie alternative introduite dans What If... ? épisode « Et si... des Zombies envahissaient la Terre ? » (2021), et suit un groupe de survivants qui se battent contre d'anciens héros et méchants transformés en zombies.

## Distribution
- Awkwafina : Katy[3]
- David Harbour : Alexei Shostakov / Red Guardian[3]
- Simu Liu : Xu Shang-Chi[3],[4]
- Elizabeth Olsen : Wanda Maximoff / Scarlet Witch[3]
- Randall Park : Jimmy Woo (en)[3]
- Florence Pugh : Yelena Belova[3]
- Hailee Steinfeld : Kate Bishop[3]
- Dominique Thorne : Riri Williams / Ironheart[3]
- Iman Vellani : Kamala Khan / Miss Marvel[5]
- Todd Williams : Eric Cross Brooks / Blade Knight[3],[6]

De plus, Hudson Thames reprend son rôle du MCU en tant que Peter Parker / Spider-Man. D'autres personnages confirmés pour apparaître dans la série incluent les survivants Death Dealer, Blade, Moon Knight, et Xu Wenwu, ainsi que les zombies Clint Barton / Hawkeye, Steve Rogers / Captain America, Emil Blonsky / Abomination, Ava Starr / Ghost, Carol Danvers / Captain Marvel, Ikaris et Okoye.

## Production

### Développement
Dès juin 2021, Marvel Studios Animation développait une liste d'au moins trois autres séries en plus de leur série Disney+ What If...? (2021-2024),,. Le mois suivant, il a été dit que ces séries étaient à divers stades de développement et n'étaient pas attendues avant au moins 2023. Une série animée Marvel Zombies a été annoncée lors d'un événement Disney+ Day en novembre 2021, basée sur la série Marvel Comics du même nom. Bryan Andrews revient en tant que réalisateur de What If... ? et a également servi de showrunner,, avec Zeb Wells — un scénariste de la série She-Hulk : Avocate (2022) et du film The Marvels (2023) — comme scénariste en chef et producteur exécutif,. La série est une continuation de la chronologie alternative infestée de zombies qui a été introduite l'épisode « Et si... des Zombies envahissaient la Terre ? » de What If... ?. Le président de Marvel Studios, Kevin Feige, et le directeur de l'animation, Brad Winderbaum, ont tellement apprécié cet épisode qu'ils ont suggéré de poursuivre l'histoire, et le développement a commencé après une réponse positive des fans à l'épisode.
Andrews a qualifié les quatre épisodes de la série de « mini-film événement ». Kevin Feige, Louis D'Esposito, Brad Winderbaum et Dana Vasquez-Eberhardt de Marvel Studios ont été producteurs exécutifs aux côtés de Wells et Andrews, avec Danielle Costa et Carrie Wassenaar comme producteurs. Lors du panel de Marvel Studios Animation au Comic-Con de San Diego 2022, Marvel Zombies et les autres projets évoqués ont été présentés comme faisant partie du « Marvel Animated Multiverse ». Lors du panel, Marvel Zombies a également été annoncé comme étant la première série animée du studio à être classée TV-MA afin de pouvoir présenter tout le « gore et les éclaboussures que vous attendez d'une série de zombies »,.

### Écriture
Wells a écrit les scénarios de la série, basés sur des histoires qu'il a conçues avec Andrews. Winderbaum a qualifié la série de « assez intense » et a comparé le niveau de violence à celui des bandes dessinées Marvel Zombies. Andrews a noté que la classification TV-MA signifiait qu'ils « n'avaient pas à retenir leurs coups. Nous pouvons être un peu plus hardcore ». Il a déclaré que la série mêle humour à l'action, à la violence, au drame et à l'émotion, et a ajouté : « Ce n'est pas seulement une histoire de zombies, c'est une aventure épique, avec des thèmes d'espoir et de désespoir, et c'est ce que l'on attend d'une riche histoire de zombies ».

### Casting et voix
En novembre 2023, Iman Vellani a déclaré qu'elle reprenait son rôle du MCU en tant que Kamala Khan / Ms. Marvel dans la série ; elle avait déjà terminé son travail de doublage à ce moment-là. En novembre 2024, plusieurs autres acteurs ont été révélés comme reprenant leurs rôles du MCU dans la série : Awkwafina dans le rôle de Katy (la meilleure amie de Shang-Chi), David Harbour dans le rôle d'Alexei Shostakov / Red Guardian, Simu Liu dans le rôle de Xu Shang-Chi, Elizabeth Olsen dans le rôle de Wanda Maximoff / Scarlet Witch, Randall Park dans le rôle de Jimmy Woo, Florence Pugh dans le rôle de Yelena Belova, Hailee Steinfeld dans le rôle de Kate Bishop et Dominique Thorne dans le rôle de Riri Williams / Ironheart. Todd Williams faisait également partie du casting. En février 2025, Winderbaum a déclaré que Hudson Thames — qui a prêté sa voix à Peter Parker / Spider-Man dans « Et si... des Zombies envahissaient la Terre ? » et qui a ensuite prêté sa voix au personnage dans la série animée Votre fidèle serviteur Spider-Man — reprendrait également son rôle dans la série,.

### Animation
La série adopte le même style d'animation cel-shading que What If... ?, avec des ressemblances de personnages basées sur les acteurs des films,. L'animation est « 2,5D », avec des modèles 3D rendus avec un éclairage 2D pour apparaître comme des dessins plats. L'animation a été réalisée par Stellar Creative Lab, l'un des studios ayant travaillé sur What If...?.

## Marketing
La série a été discutée lors du panel de Marvel Studios Animation au Comic-Con de San Diego 2022, lorsque les illustrations des personnages ont été révélées. Andrews et Winderbaum ont fait la promotion de la série lors du panel de Marvel Studios Animation à la convention D23 en août 2024, où des images ont été montrées,,. D'autres séquences de la série ont été incluses dans une vidéo publiée par Disney+ en octobre, annonçant le calendrier de sortie des projets Marvel Television et Marvel Animation jusqu'à la fin de 2025.

## Sortie
Marvel Zombies est prévu pour une première diffusion sur Disney+ le 3 octobre 2025 et comprendra quatre épisodes.
En juillet 2022, la série était initialement attendue pour une sortie en 2024. En janvier 2024, Andrews a déclaré qu'il n'était pas certain de la date de sortie, révélant que celle-ci avait été continuellement repoussée, et la série n'avait alors pas encore de date officielle.
Lors du panel de Marvel Studios Animation à la D23 en août 2024, plusieurs séries, dont Marvel Zombies, ont été évoquées comme étant prévues pour une sortie dans les 12 à 18 mois suivants. Toutefois, il a été précisé que Marvel Zombies ne sortirait pas « avant un certain temps »,. Son mois de sortie en octobre 2025 a finalement été annoncé en octobre 2024.
La série fera partie de la phase 6 du MCU.